# Makedonia (quotidiano)
Makedonia (in greco Μακεδονία?; lett. "Macedonia") è un quotidiano Greco con sede a Salonicco. Makedonia è stata fondata nel 1911 da Konstantinos Vellidis, con un predominio particolarmente evidente nella zona di Grecia del Nord.